# داون بست
داون بست (بالإنجليزية: Dawn Best)‏ هي فنانة قصص مصورة أمريكية، ولدت في 12 أكتوبر 1981 في مونسي في الولايات المتحدة.